# Maria Caterina Negri

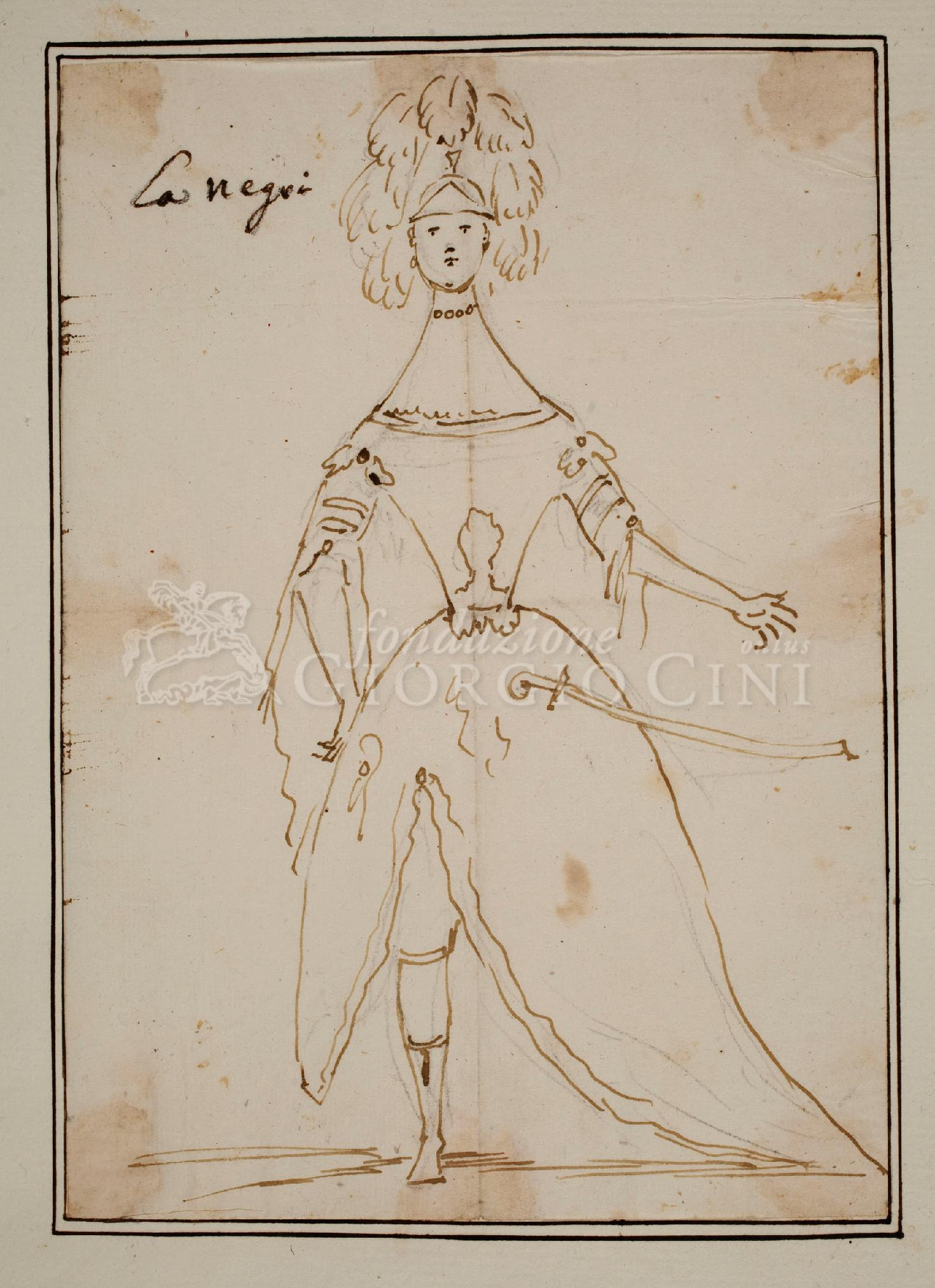
La Negri (wahrscheinlich Maria Caterina Negri) als Amazone auf einer Karikatur von Anton Maria Zanetti

Maria Caterina Negri (* 28. September 1704 in Bologna; † nach 1744) war eine italienische Opernsängerin (Alt), die mit Antonio Vivaldi und Georg Friedrich Händel zusammenarbeitete, unter anderem in den Uraufführungen von dessen Opern Ariodante und Alcina.

## Leben
Ihre Eltern waren Antonio Negri und Teresa Maranelli. Ihre ältere Schwester Rosa Negri (18. März 1698 – nach 1743) war ebenfalls Sängerin und trat häufig in kleineren Rollen neben ihr auf (auch in London bei Händel).
Über ihre Ausbildung ist nichts genaues bekannt. Fétis’ (1875, S. 295) Behauptung, sie sei eine Schülerin des Sopran-Kastraten Antonio Pasi gewesen, ist nicht dokumentarisch belegt. Maria Caterina Negri besaß eine offenbar kräftige und koloraturfähige Altstimme mit einem Umfang vom tiefen g bis zum e‘‘.
In zeitgenössischen Libretti ist sie manchmal nur als „Maria Negri“ aufgelistet und wurde daher in der Literatur teilweise mit der Sopranistin Caterina Bassi Negri aus Modena verwechselt oder mit einer anderen Maria Negri, die in den 1720er und 1730er Jahren in Italien wirkte (u. a. in Neapel 1734–35 in Opern von Pergolesi und Latilla).
Ihr Debüt hatte sie als 14-jährige im Karneval 1719 im Teatro Formagliari in Bologna, in den Opern La Camilla regina de’ Volsci (wahrscheinlich von Giovanni Bononcini) und La Partenope von Luca Antonio Predieri. In den Jahren bis 1724 trat sie an zahlreichen italienischen Opernhäusern auf, in Modena, Lugo, Florenz, Genua, Livorno, Mailand, Faenza und Ferrara. Sie erschien dabei unter anderem in Opern von Giuseppe Maria Buini, Giuseppe Maria Orlandini, Carlo Francesco Pollarolo und Giovanni Porta.
Maria Caterina Negri gehörte zu den Sängerinnen, die auf Männerrollen spezialisiert waren (wie z. B. auch Diana Vico); wenn sie Frauenrollen sang, waren dies meistens Rollen von Amazonen oder „en travestie“ (also als Mann verkleidete Frauen). Über ihr Privatleben ist fast nichts bekannt.
Von 1724 bis 1727 lebte sie in Prag und gehörte zu dem von Antonio Denzio geleiteten Ensemble im Theater des Grafen Franz Anton von Sporck. Hier erschien sie in Pasticci und Opern mit Musik von Stefano Andrea Fiorè, Tomaso Albinoni, Antonio Vivaldi, Francesco Feo u. a.
Von Herbst 1727 bis Frühling 1728 war sie in Venedig und sang im Teatro Sant’Angelo für Antonio Vivaldi als seconda donna in dessen Opern Farnace (als Selinda), Orlando furioso (als Bradamante), und in Rosilena e Oronta. In den folgenden Jahren ist sie an Theatern in Livorno, Genua und Mantua nachgewiesen. Im Januar 1732 sang sie in Frankfurt a. M. in der Oper Siface re di Numidia von Giuseppe Maria Nelvi.
Ihre Zusammenarbeit mit Georg Friedrich Händel in London begann im Oktober 1733, zuerst am King’s Theatre at the Haymarket bis Mai 1734, danach bis 1737 an der Covent Garden Opera. Er setzte sie in zahlreichen neuen Opern und in Wiederaufnahmen älterer Werke als seconda donna und meistens in Männerrollen ein. Sie sang u. a. 1734 in den Uraufführungen von Arianna in Creta und Il Parnasso in festa, 1735 als Polinesso in Ariodante und als Bradamante in Alcina und 1736 in Atalanta. 1737 erschien sie in Arminio, Giustino und Berenice neben den Kastraten Gizziello und Domenico Annibali; außerdem in Il trionfo del Tempo e della Verità. Sie sang auch in den Wiederaufnahmen von Ottone, Sosarme und Partenope. Daneben trat sie in mehreren von Händel arrangierten Pasticci auf: in Semiramide riconosciuta (Leonardo Vinci u. a.), Caio Fabbricio (Johann Adolf Hasse u. a.), Arbace (nach Leonardo Vincis Artaserse) und Didone abbandonata (Vinci u. a.).
Danach kehrte die Negri zurück nach Italien und sang im Karneval 1738 am Teatro della Pergola in Florenz in den Opern Ormisda und Olimpiade (Komponist unbekannt).
Im Januar 1740 war sie nachweislich in Lissabon in Portugal, wo sie als primo uomo in Ciro riconosciuto sang (Komponist unbekannt ?). Letzte Auftritte hatte die Negri in 1743 in Parma, und 1744 in Rimini und ihrer Heimatstadt Bologna.
Danach verliert sich ihre Spur. Ort und Datum ihres Todes sind nicht bekannt.
Eine Karikatur von Anton Maria Zanetti zeigt eine als „La Negri“ bezeichnete Opernsängerin in einem Amazonenkostüm (Fondazione Cini, Venedig; Abb. oben). Laut Sechi handelt es sich dabei wahrscheinlich um Maria Caterina Negri und nicht um die Sopranistin Antonia Negri Tomii gen. „La Mestrina“ (aktiv 1728 bis 1742 in Venedig), wie dies teilweise von anderen Autoren vermutet wurde. Für Maria Caterina spricht die Tatsache, dass sie 1727–28 in Venedig unter anderem kriegerische Frauenfiguren wie Bradamante (in Vivaldis Orlando) und Selinda verkörperte, während Antonia Negri Tomii (laut Sechi) nur in weiblichen Rollen von pathetischem Charakter auftrat.

## Rollen
- Elvira in Giuseppe Maria Buinis La fede ne’ tradimenti (26. März 1723, Teatro dell’Accademia dei Remoti, Faenza)[3]
- Bradamante in Vivaldis Orlando furioso (November 1727, Teatro Sant’Angelo, Venedig)[4]
- Arsace in Vivaldis Rosilena ed Oronta (Januar 1728, Teatro Sant’Angelo, Venedig)[5]
- Viriate in Giuseppe Maria Nelvis Siface re di Numidia (Januar 1732, Frankfurt a. M.)[6]
- Carilda in Händels Arianna in Creta (26. Januar 1734, King’s Theatre, London)
- Clori in Händels Il Parnasso in festa (13. März 1734, King’s Theatre, London)
- Filotete in Händels Oreste (18. Dezember 1734, Theatre Royal, London)
- Polinesso in Händels Ariodante (8. Januar 1735, Theatre Royal, London)
- Bradamante in Händels Alcina (16. April 1735, Theatre Royal, London)
- Irene in Händels Atalanta (12. Mai 1736, Theatre Royal, London)
- Tullio in Händels Arminio (12. Januar 1737, Theatre Royal, London)
- Amanzio in Händels Giustino  (16. Februar 1737, Theatre Royal, London)
- Arsace in Händels Berenice (18. Mai 1737, Theatre Royal, London)